# Despumosia rubescens
Despumosia rubescens là một loài bướm đêm trong họ Noctuidae.